# 治療
治療（medical treatment）或医治、疗法（therapy），是针对某种医学状况，用于解决健康问题的手段，一般通过补充物质或采取其他措施的方式进行。治疗通常在诊断后实施。
每種治療都有其適應症和禁忌症。治療種類繁多，並非全部都是有療效的。許多治療可能產生不良反應。

## 種類

### 照護等級
- 緊急照護
- 重症照護
- 門診照護（英语：Ambulatory care）
- 居家照護
- 初級照護
- 次級照護（英语：Secondary care）
- 三級照護（英语：Tertiary care）
- 安寧照護

### 治療線次
- 第一線治療。有時稱為誘導治療（induction therapy）或初級治療（primary therapy）[1]，是最優先嘗試的治療方式，通常是基於臨床試驗證據與醫師臨床經驗。
- 第二線治療：如果第一線治療療效不佳或產生了難以耐受的副作用，可用第二線治療來取代或加強第一線治療。
- 第三線治療：同理，可用來取代或加強第一及第二線治療。
- 联合疗法
- 輔助治療（英语：Adjuvant therapy）

### 治療成分

#### 物质
- 药物
  - 化學治療
- 醫療器械：醫用植入物
- 特定分子：分子醫學（英语：Molecular medicine）
  - 特定生物分子：標靶治療
  - 螯合物：螯合治療（英语：Chelation therapy）
- 化學元素
  - 金屬
    - 重金屬
      - 金鹽
      - 鉑基抗癌藥（英语：Platinum-based antineoplastic）

    - 生物金屬（英语：Biometal (biology)）
      - 鋰
      - 鉀
      - 鎂（英语：Magnesium (medical use)）
      - 銅

  - 非金屬
    - 氧療
      - 經皮連續氧療（英语：Transdermal continuous oxygen therapy）

    - 氟療（英语：Fluoride therapy）
    - 氣體治療（英语：Medical gas therapy）
- 基因治疗
- 水：水疗

#### 能量
- 电疗
  - 穿顱磁刺激（英语：Transcranial magnetic stimulation）
- 磁疗
- 光照治療
- 放射治療
- 熱療

#### 處置和人际互動
- 外科手術
- 心理治疗
  - 團體心理治療
- 認知行為治療
  - 行為治療
- 認知復健治療（英语：Cognitive rehabilitation therapy）
- 家庭治療
- 教育
  - 心理教育
  - 資訊治療（英语：Information therapy）
- 物理治疗、職能治療、語言治療
- 生活方式医学